# Украина на «Евровидении-2019»
Украина не принимала участие в конкурсе песни «Евровидение-2019» в Тель-Авиве. Национальный отбор 2019 года сопровождался общественным резонансом, в связи с отказом MARUV (победительницы по результатам голосования) представлять Украину на конкурсе «Евровидение-2019» в Тель-Авиве. Причинами стали политизация конкурса со стороны украинского вещателя и «кабальные» условия договора. После этого UA:Общественное вещание обратилось к «Freedom Jazz» и «KAZKA», которые заняли второе и третье место соответственно, но все они отклонили их предложение. 27 февраля 2019 года стало известно, что «UA:Общественное вещание» приняло решение отказаться от участия в конкурсе в этом году.

## Национальный отбор

### Формат
17 октября 2018 года стало известно, что телеканалы UA:Перший и СТБ продлили сотрудничество по проведению Национального отбора до 2021 года и проведут национальный отбор 2019 года совместно. Национальный отбор будет состоять из двух шоу. Два полуфинала прошли 9 и 16 февраля 2019 года. Из каждого полуфинала в финал вышли по три лучших по мнению жюри и телезрителей участника. Финал состоялся 23 февраля 2019 года. Все этапы отбора транслировались из Дворца культуры Национального технического университета Украины «Киевский политехнический институт имени Игоря Сикорского» в Киеве.
Музыкальным продюсером национального отбора «Евровидение-2019» вновь стал украинский композитор Руслан Квинта.
Члены жюри национального отбора на «Евровидение-2019»:
- Евгений Филатов — композитор, основатель группы The Maneken, саунд-продюсер групп ONUKA и The Elephants;
- Джамала — украинская певица, победитель конкурса песни «Евровидения-2016», которое проводилось в Стокгольме, Швеция;
- Андрей Данилко — украинский певец, известный под псевдонимом Верка Сердючка, представитель Украины на конкурсе песни «Евровидение-2007» в Хельсинки, Финляндия, где занял 2-е место с песней «Dancing Lasha Tumbai».

Ведущим национального отбора снова стал Сергей Притула.
10 января был опубликован список участников отбора. 22 января TAYANNA отказалась от участия в отборе, а её место заняла MARUV. В этот же день состоялась жеребьёвка участников на полуфиналы и определение порядковых номеров.
| Полуфиналисты           | Полуфиналисты       | Полуфиналисты          | Полуфиналисты                             |              |           |                        |                                     |
| Исполнитель             | Песня               | Язык                   | Авторы                                    |              |           |                        |                                     |
| ----------------------- | ------------------- | ---------------------- | ----------------------------------------- | ------------ | --------- | ---------------------- | ----------------------------------- |
| Исполнитель             | Песня               | Язык                   | Авторы                                    | Freedom jazz | «Cupidon» | Английский             | Александра Журба                    |
| Исполнитель             | Песня               | Язык                   | Авторы                                    | KAZKA        | «Apart»   | Английский, украинский | Руслан Ахрименко, Евгений Матюшенко |
| YUKO                    | «Галина гуляла»     | Украинский             | Станислав Королев, Юлия Юрина             |              |           |                        |                                     |
| The Hypnotunez          | «Hey»               | Английский             | The Hypnotunez                            |              |           |                        |                                     |
| LAUD                    | «2 дні»             | Украинский             | Иван Клименко, Станислав Чёрный           |              |           |                        |                                     |
| MARUV                   | «Siren Song»        | Английский             | Анна Корсун                               |              |           |                        |                                     |
| Brunettes Shoot Blondes | «Houston»           | Английский             | Андрей Ковалев                            |              |           |                        |                                     |
| VERA KEKELIA            | «Wow»               | Английский             | Вера Кекелия, Роман Дуда                  |              |           |                        |                                     |
| ЦеШо                    | «Hate»              | Английский             | ЦеШо                                      |              |           |                        |                                     |
| Ivan NAVI               | «All for the Love»  | Английский             | Иван Сяркевич, Яна Ковалева, Андрей       |              |           |                        |                                     |
| ANNA MARIA              | «My road»           | Английский             | Анна Опанасюк, Мария Опанасюк, Иван Розин |              |           |                        |                                     |
| BAHROMA                 | «Назавжди-навсегда» | Украинский             | Роман Бахарев, Алексей Кривошеев          |              |           |                        |                                     |
| LETAY                   | «Мила моя»          | Украинский             | Илья Резников, Иван Розин                 |              |           |                        |                                     |
| KiRA MAZUR              | «Дихати»            | Украинский             | KiRA MAZUR                                |              |           |                        |                                     |
| KHAYAT                  | «Ever»              | Английский, украинский | Андрей Хаят                               |              |           |                        |                                     |
| Braii                   | «Maybe»             | Английский             | Алекс Кривошеев, Оксана Брызгалова        |              |           |                        |                                     |

### Первый полуфинал
Первый полуфинал национального отбора состоялся 9 февраля 2019 года. Специальным гостем стал представитель Украины на Евровидении 2018 MELOVIN. По итогам первого полуфинала в финал прошли MARUV, Brunettes Shoot Blondes и YUKO.
| № | Исполнитель             | Песня               | Баллы      | Баллы      | Баллы | Баллы | Место |
| № | Исполнитель             | Песня               | Зрители, % | Зрители, % | Жюри  | Всего | Место |
| - | ----------------------- | ------------------- | ---------- | ---------- | ----- | ----- | ----- |
| 1 | The Hypnotunez          | «Hey!»              | 1          | 5,33 %     | 1     | 2     | 8     |
| 2 | LETAY                   | «Мила моя»          | 3          | 10,42 %    | 2     | 5     | 7     |
| 3 | VERA KEKELIA            | «Wow»               | 2          | 7,86 %     | 4     | 6     | 6     |
| 4 | ЦеШо                    | «Hate»              | 6          | 13,78 %    | 5     | 11    | 4     |
| 5 | YUKO                    | «Галина гуляла»     | 5          | 13,39 %    | 8     | 13    | 3     |
| 6 | MARUV                   | «Siren Song»        | 8          | 22,64 %    | 6     | 14    | 1     |
| 7 | Brunettes Shoot Blondes | «Houston»           | 7          | 15,44 %    | 7     | 14    | 2     |
| 8 | BAHROMA                 | «Назавжди-навсегда» | 4          | 11,15 %    | 3     | 7     | 5     |

### Второй полуфинал
Второй полуфинал национального отбора состоялся 16 февраля 2019 года. Специальным гостем стал представитель Чехии на Евровидении 2019 Lake Malawi. По итогам второго полуфинала в финал прошли Freedom jazz, ANNA MARIA и KAZKA.
| № | Исполнитель  | Песня              | Баллы      | Баллы      | Баллы | Баллы | Место |
| № | Исполнитель  | Песня              | Зрители, % | Зрители, % | Жюри  | Всего | Место |
| - | ------------ | ------------------ | ---------- | ---------- | ----- | ----- | ----- |
| 1 | Ivan NAVI    | «All For The Love» | 4          | 11,64 %    | 4     | 8     | 6     |
| 2 | ANNA MARIA   | «My Road»          | 7          | 16,73 %    | 5     | 12    | 2     |
| 3 | KAZKA        | «Apart»            | 5          | 13,44 %    | 7     | 12    | 3     |
| 4 | KiRA MAZUR   | «Дихати»           | 1          | 4,05 %     | 1     | 2     | 8     |
| 5 | LAUD         | «2 дні»            | 3          | 8,11 %     | 6     | 9     | 4     |
| 6 | KHAYAT       | «Ever»             | 6          | 14,63 %    | 2     | 8     | 5     |
| 7 | Braii        | «Maybe»            | 2          | 5,76 %     | 3     | 5     | 7     |
| 8 | Freedom jazz | «Cupidon»          | 8          | 25,64 %    | 8     | 16    | 1     |

### Финал
Финал национального отбора состоялся 23 февраля 2019 года. Специальным гостем стал представитель Франции на Евровидении 2019 Bilal Hassani. Победительницей стала Maruv с песней «Siren Song».
| № | Исполнитель             | Песня           | Баллы      | Баллы      | Баллы | Баллы | Место |
| № | Исполнитель             | Песня           | Зрители, % | Зрители, % | Жюри  | Всего | Место |
| - | ----------------------- | --------------- | ---------- | ---------- | ----- | ----- | ----- |
| 1 | Freedom jazz            | «Cupidon»       | 4          |            | 6     | 10    | 2     |
| 2 | YUKO                    | «Галина гуляла» | 1          |            | 4     | 5     | 5     |
| 3 | MARUV                   | «Siren Song»    | 6          |            | 5     | 11    | 1     |
| 4 | Brunettes Shoot Blondes | «Houston»       | 3          |            | 2     | 5     | 4     |
| 5 | KAZKA                   | «Apart»         | 5          |            | 3     | 8     | 3     |
| 6 | ANNA MARIA              | «My Road»       | 2          |            | 1     | 3     | 6     |

## Скандал на национальном отборе
В финал национального отбора Украины на конкурс прошли трое исполнителей, среди которых MARUV, в концертном графике которой были концерты по России в апреле 2019 года, а также группа YUKO, солистка которой является гражданкой Российской Федерации, но уже несколько лет проживает на территории Украины. 20 февраля 2019 года вице-премьер-министр Украины Вячеслав Кириленко призвал украинцев и национального вещателя конкурса на Украине отказаться от участия в конкурсе в Тель-Авиве. По его словам, страну на конкурсе не должны представлять исполнители, активно гастролирующие по городам России. Позднее вещатель СТБ заявил, что не собирается дисквалифицировать участников отбора, выступавших на территории России, однако не исключил возможности изменения правил отбора в будущем. Также министр культуры Украины высказался по этому вопросу, пообещав, что украинские власти не будут вмешиваться в отбор.
23 февраля 2019 года после победы MARUV на национальном отборе Украины Национальная общественная телерадиокомпания Украины (НОТУ), которая выбирает представителя страны на песенный конкурс «Евровидение», несмотря на победу исполнительницы, заявила, что будет принимать окончательное решение о её участии в конкурсе в течение 48 часов — после того как артистка ответит на вопросы, связанные с её гастролями в России. Позднее стало известно, что НОТУ передала певице Maruv контракт, в котором имеется пункт о запрете гастролей на территории России. 25 февраля MARUV опубликовала в своём instagram некоторые пункты договора, который предоставила ей НОТУ. Позже Maruv отказалась от участия, из-за ужесточённых условий договора.
26 февраля 2019 года стало известно, что группа Freedom Jazz, занявшая второе место по результатам голосования в финале, также отказалась представлять Украину на Евровидении 2019 в Тель-Авиве, о чём коллектив написал на своей странице в Facebook.
27 февраля 2019 года НОТУ предложило группе KAZKA, занявшей третье место в финале национального отбора, выступить на Евровидении 2019. Группа отказалась от участия в конкурсе. «Мы шли за этим на нацотбор. Но нам не нужна победа любой ценой. Наша миссия — объединить людей своей музыкой, а не сеять раздор. Поэтому на предложение НОТУ у нас есть чёткий ответ: мы не поедем в 2019 году на Евровидение».
27 февраля 2019 года группа Brunettes Shoot Blondes, занявшая четвёртое место по результатам голосования в финале, также отказалась от возможного участия на Евровидении: «Друзья! Нам поступает много сообщений с вопросом, выходила ли сегодня НОТУ на связь с Brunettes Shoot Blondes. Хотим заранее сообщить: если нам поступит предложение по участию в Евровидении-2019, мы его отклоним. Наша группа не побеждала в Нацотборе, эта поездка не наша. Поклонников просим понять наше решение», — написали на своей странице в Instagram участники группы.
27 февраля 2019 года Национальная общественная телерадиокомпания Украины утвердила решение отказаться от участия в конкурсе в 2019 году.